# Palmers-Entführung
Bei der Palmers-Entführung wurde der österreichische Textilindustrielle Walter Michael Palmers am 9. November 1977 in Wien von der linksextremistischen deutschen Terrororganisation Bewegung 2. Juni entführt und nach Zahlung eines Lösegeldes in Höhe von 30,5 Millionen österreichischen Schilling am 13. November 1977 wieder freigelassen.
Drei österreichische Studenten unterstützten die Terroristen bei der Vorbereitung und Durchführung der Tat, die nach dem Plan der Täter allein der Geldbeschaffung dienen und nicht als terroristische Aktion wahrgenommen werden sollte.

## Vorbereitung
Im Laufe des Jahres 1977 hielten sich mehrere Mitglieder der Bewegung 2. Juni, darunter Inge Viett, Gabriele Rollnik und Juliane Plambeck, in Wien auf, um dem steigenden Fahndungsdruck in der Bundesrepublik Deutschland zu entgehen.
Sie gewannen die österreichischen Studenten Reinhard Pitsch, Othmar Keplinger und Thomas Gratt als Unterstützer, wobei letzterer im Sommer 1977 Mitglied der Bewegung 2. Juni wurde. Diese drei waren bereits zuvor Sympathisanten der deutschen Terrorgruppe Rote Armee Fraktion gewesen.
Die Idee, Palmers als Opfer einer Lösegelderpressung auszuwählen, entstand bei den Terroristen durch die Lektüre des von Georg Wailand verfassten Buches Die Reichen und die Superreichen in Österreich.

## Durchführung
Am 9. November 1977 gegen 20.30 Uhr wurde der 74-jährige Palmers vor seiner Villa in der Hockegasse in Wien-Währing entführt.
Drei maskierte Personen fielen über ihn her, als er seinen geparkten Pkw verschließen wollte. Nach kurzer Fahrt wechselten die Entführer in der Roggendorfgasse das Fahrzeug. Mit einem VW-Kastenwagen, in dem eine Schaumgummimatratze lag, fuhren sie zur Webgasse 42 in Wien-Mariahilf.
Dort hatte Gratt am 24. August 1977 eine Drei-Zimmer-Wohnung unter falschem Namen angemietet. Nachdem sie Palmers in die Matratze eingewickelt hatten, verfrachteten sie ihn in einen von der Wohnung abgetrennten 1,30 × 2,30 Meter großen Verschlag, in dem sich eine Campingliege, ein Beistelltisch und ein Kübel für die Notdurft befanden.
Gratt rief die Familie Palmers an, um die Lösegeldforderung von 50 Millionen österreichischen Schilling zu übermitteln.
Die Familie Palmers beschaffte Banknoten (Schweizer Franken, Deutsche Mark, US-Dollar und österreichische Schilling) im Wert von 30,5 Millionen österreichischen Schilling und ließ alle Banknoten fotografieren. Die Entführer akzeptierten eine Lösegeldzahlung in dieser Höhe.
Die Übergabe des Lösegeldes wickelte die Familie Palmers ohne Einschaltung der Polizei ab. Christian Michael Palmers, der Sohn des Entführten, wurde von den Tätern zu verschiedenen Orten in Wien geschickt, an denen er weitere schriftliche oder telefonische Instruktionen erhielt. Dabei führte er das Lösegeld in einem Rollkoffer mit sich.
Schließlich wurde er aufgefordert, mit dem Koffer in ein Fahrzeug, auf das ein gestohlenes Taxischild montiert worden war, zu steigen. Der maskierte Gratt fuhr Christian Palmers zum Hilton Hotel. Dort nahm sich Palmers ein Zimmer , wo er gegen 23 Uhr einen Anruf von seinem Vater erhielt. Die Entführer hatten diesen zuvor in der Nähe des Hotels Arabella in Wien-Hietzing freigelassen.

## Flucht und Verhaftung
Die meisten Mitglieder der Bewegung 2. Juni verließen sofort nach der Lösegeldübergabe mit dem Großteil der Beute Österreich.
Die restlichen noch in Wien verbliebenen deutschen Terroristen flüchteten, nachdem sie die Spuren in den von ihnen genutzten Wohnungen beseitigt hatten, einige Tage später zunächst in die Schweiz. Die beiden Fluchtfahrzeuge wurden von Gratt und Keplinger gefahren.
Bei der geplanten Einreise mit den beiden unter falschem Namen gekauften Fahrzeugen nach Italien gab es Schwierigkeiten. Daraufhin fuhren die deutschen Terroristen ungehindert mit einem Pendlerzug nach Italien. Gratt und Keplinger wurden hingegen bei der versuchten Überstellung der Fahrzeuge am 23. November 1977 in Chiasso an der schweizerisch-italienischen Grenze verhaftet. Sie hatten einen kleinen Teil des Lösegeldes, etwa 2 Millionen österreichische Schilling, zwei Waffen und die Schreibmaschine, auf der der Erpresserbrief getippt worden war, bei sich.
Pitsch wurde am 28. November 1977 in Wien festgenommen.

## Gerichtsverfahren und Haft
Vom 12. bis 16. Februar 1979 fand in Wien der Prozess gegen Gratt, Pitsch und Keplinger statt. Gratt wurde wegen räuberischer Erpressung zu 15 Jahren verurteilt und verbrachte 13 Jahre in Haft. Pitsch wurde zunächst zu 6½ Jahren Haft verurteilt, der Oberste Gerichtshof verkürzte die Haftzeit auf 5½ Jahre; Pitsch wurde nach drei Jahren und acht Monaten aus der Haft entlassen. Auch Keplinger, der zu fünf Jahren Haft verurteilt worden war, erreichte eine Herabsetzung seiner Haftstrafe auf vier Jahre, wurde jedoch nicht vorzeitig entlassen.

## Film
- Keine Insel – Die Palmers Entführung 1977, österreichischer Dokumentarfilm von Alexander Binder und Michael Gartner aus dem Jahre 2006, erstmals aufgeführt auf der Viennale 2006[1]

## Trivia
Die Erzählung Die blauen Bände (im Erzählband Ich kann jeder sagen) von Robert Menasse spielt vor dem Hintergrund der Palmers-Entführung.